# Трескин, Леонид Николаевич
Леони́д Никола́евич Трески́н (1888—1957) — полковник лейб-гвардии Волынского полка, участник Белого движения на Юге России.

## Биография
Из дворян Московской губернии.
Окончил 2-й Московский кадетский корпус (1906) и Александровское военное училище (1908), откуда выпущен был подпоручиком в лейб-гвардии Волынский полк. В 1914 году — полковой адъютант. В Первую мировую войну вступил с Волынским полком. За боевые отличия был награждён пятью орденами. В 1917 году — полковник, командующий батальоном того же полка.
Осенью 1917 года стал одним из руководителей сопротивления большевикам в Москве, затем прибыл на Дон в Добровольческую армию. Участвовал в 1-м Кубанском походе, был начальником отдела связи штаба армии. С 5 сентября 1918 года состоял в резерве чинов при штабе армии, с 20 октября того же года — в резерве чинов при штабе Главнокомандующего ВСЮР. Эвакуировался в декабре 1919 — марте 1920 года, на май 1920 — в Югославии.
В эмиграции в Югославии, жил в Новом Саде. Состоял секретарем полкового объединения и председателем суда чести 4-го отдела РОВС. В годы Второй мировой войны служил в Русском корпусе. В ноябре 1941 года — командир 1-й сотни Новосадской дружины генерал-майора А. Н. Черепова, сформированной русскими эмигрантами для защиты от партизан. В декабре того же года прибыл со своей сотней в Русский корпус в Белграде. На январь 1942 года — командир 1-й сотни 1-й дружины 3-го отряда. В декабре 1942 был назначен командиром 2-й роты 1-го батальона 3-го полка. С 15 декабря 1943 года назначен командиром 3-го батальона 4-го полка, с 26 октября 1944 года — командиром 2-го батальона Сводного полка (в чине майора). Был тяжело ранен в бою под Бусовачей 1 марта 1945 года.
После окончания Второй мировой войны жил в Западной Германии. Был членом Бюро связи Российского монархического движения и председателем Баварского отдела Гвардейского объединения. В 1950 году переехал в США. Состоял представителем полкового объединения в США.
Скончался в 1957 году в Монтклэре. Похоронен на кладбище Новодивеевского монастыря. Его вдова София Владимировна (ум. 1985) издала брошюру «50 лет верной службы л.гв. Волынского полка полковника Леонида Николаевича Трескина престолу и отечеству» (Монтклэр, 1959), у них был сын Андрей.

## Награды
- Орден Святого Владимира 4-й ст. с мечами и бантом (ВП 7.05.1915)
- Орден Святой Анны 3-й ст. с мечами и бантом (ВП 20.05.1915)
- Орден Святой Анны 4-й ст. с надписью «за храбрость» (ВП 26.05.1915)
- Орден Святого Станислава 3-й ст. с мечами и бантом (ВП 15.02.1916)
- Орден Святого Станислава 2-й ст. с мечами (ВП 23.12.1916)

## Публикации
- Московское выступление большевиков в 1917 году. // Часовой № 158—159, декабрь 1935; № 160—161, январь 1936.